# Hiện tượng quan sát thấy UFO ở Tây Ban Nha
Đây là danh sách những trường hợp được cho là đã nhìn thấy vật thể bay không xác định hoặc UFO ở Tây Ban Nha.

## 1976
- Vào rạng sáng ngày 12 tháng 11 năm 1976, hai người lính (José María Trejo và Juan Carrizosa Luján), tuyên bố là chính mắt họ đã nhìn thấy và bắn vào một sinh vật không rõ nguồn gốc tại Căn cứ Aérea de Talavera la Real (Căn cứ Không quân Talavera la Real), nằm ở tỉnh Badajoz của Tây Ban Nha. Cả hai đang đi tuần tra lúc 1 giờ 45 phút sáng thì bất chợt họ nghe thấy một tiếng động tương tự như nhiễu sóng vô tuyến, sau này trở thành tiếng còi cấp tính. Khi tiếng động dừng lại 5 phút sau thì họ phát hiện ra một luồng sáng cực mạnh trên bầu trời, kéo dài 15 giây. Một người bảo vệ khác đến với một con chó canh và tất cả bắt đầu tìm kiếm xung quanh khu vực. Cuối cùng, họ nghe thấy tiếng cành bạch đàn bị gãy. Con chó được thả ra và lao đến nơi phát ra tiếng ồn nhưng lại bị ốm trở lại, quá trình này được lặp lại vài lần. Cuối cùng, con chó bắt đầu lượn quanh nơi đây, (một kỹ thuật nhằm bảo vệ những người điều khiển chó canh). Trejo sau đó được cho là đã phát hiện ra một ánh sáng màu xanh lá cây hình người ở bên trái anh ta. Sinh vật này cao khoảng 3 mét. Nó dường như được hình thành từ những điểm sáng nhỏ và độ sáng mạnh hơn dọc theo các cạnh. Đầu nhỏ và được bao phủ bởi một thứ giống như mũ bảo hiểm. Cánh tay rất dài và không có bàn tay hoặc bàn chân rõ ràng. Trejo ngất xỉu; sau đó các đồng nghiệp của anh ta đã nổ súng vào sinh vật này. 40 đến 50 viên đạn đã được bắn ra, nhưng sinh vật đó chỉ đơn giản là biến mất. Trong khi Trejo đang được trợ giúp thì cả nhóm bỗng nghe thấy âm thanh giống như trước đây. Sáng hôm sau, 50 người đã lục soát toàn bộ khu vực nhưng không tìm thấy vỏ đạn hay lỗ đạn nào. Tuy vậy, phía Không quân kết luận rằng những người lính này đã nổ súng. Cựu chiến binh Quân đội Tây Ban Nha Vicente Juan tin rằng những người lính này không bị gì ngoài chứng ảo giác được củng cố bởi nỗi sợ hãi và sự bối rối.[1][2]

## 1979
- Sự kiện UFO Manises diễn ra vào ngày 11 tháng 11 năm 1979, buộc một chuyến bay thương mại phải hạ cánh khẩn cấp xuống sân bay Manises ở Valencia, Tây Ban Nha.

## 1994
- Vào ngày 18 tháng 1, một sự kiện tương tự như Tunguska đã xảy ra tại Cando ở Galicia, Tây Ban Nha.